# Lorenz Stöer

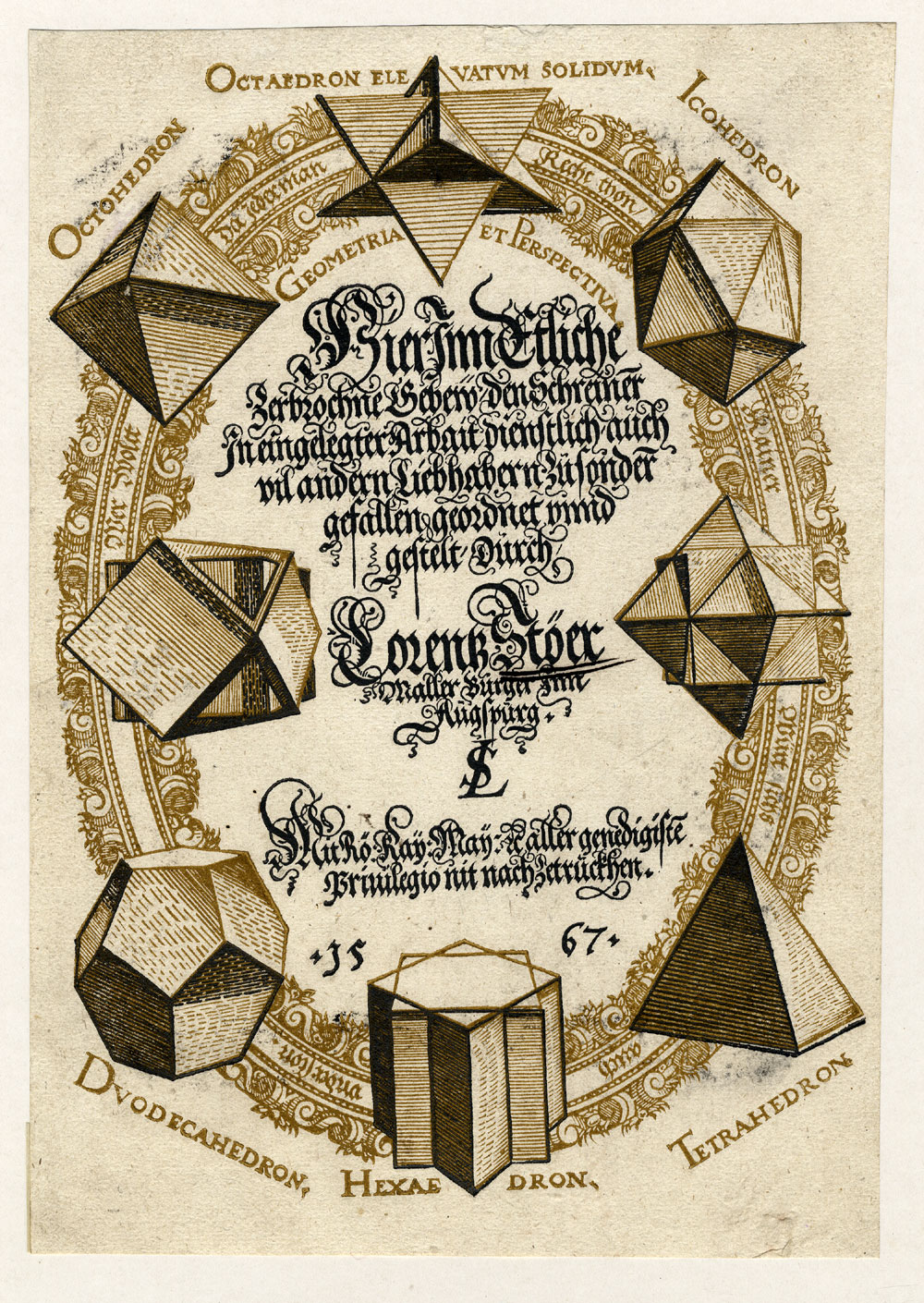
Lorenz Stöer: Geometria et Perspectiva, 1567

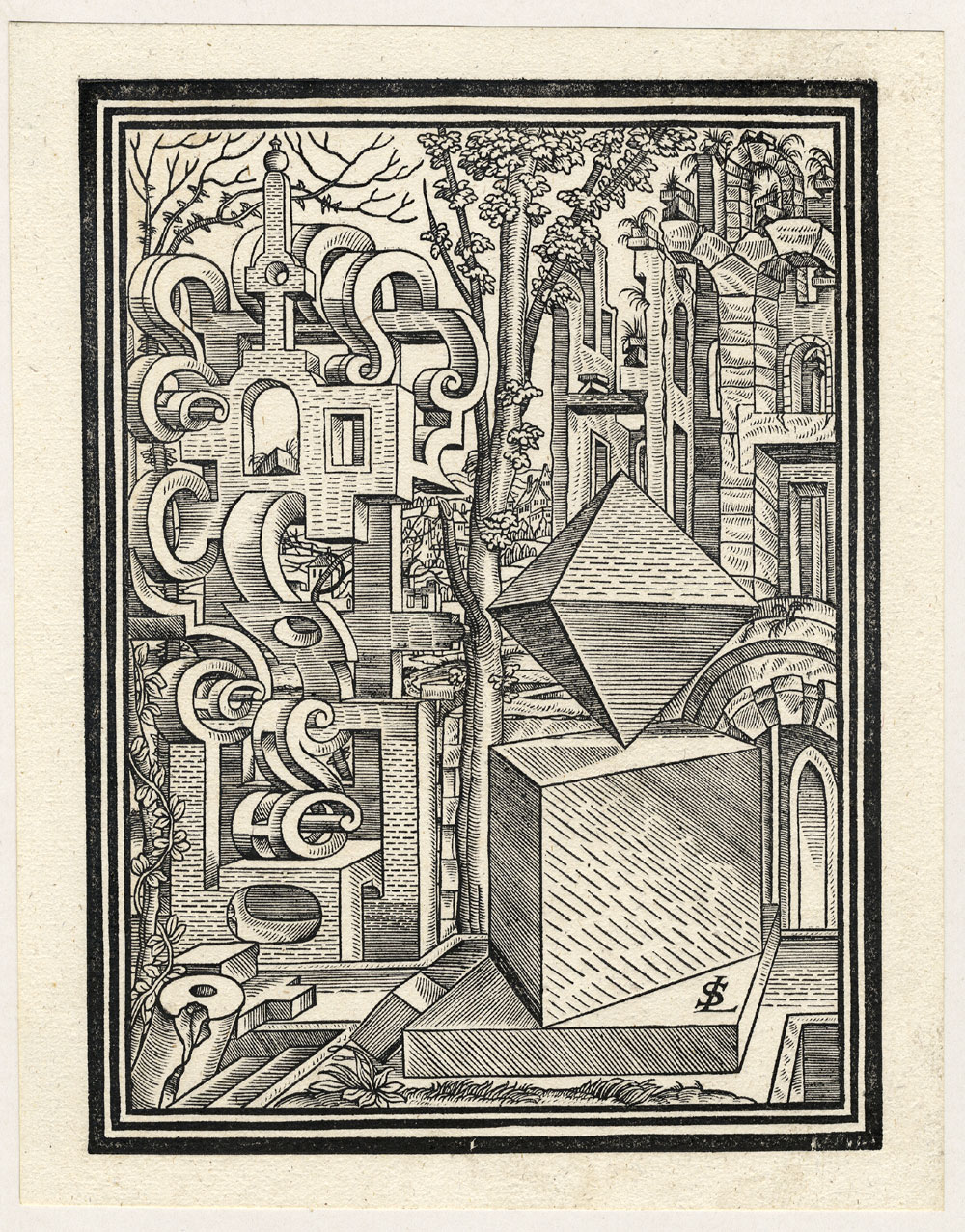
Blatt aus Geometria et Perspectiva, 1567

Lorenz Stöer, auch Lienhart oder Laurentio bzw. Stör, Stoer, Sterr oder Storr (geboren vor 1555; gestorben nach 1599 in Augsburg) war ein deutscher Maler und Grafiker des 16. und möglicherweise 17. Jahrhunderts. Er gehört neben Wenzel Jamnitzer und Johannes Lencker zu den drei Nürnberger Meistern, die sich mit perspektivischer Darstellung beschäftigten.

## Leben
Die Lebensdaten sind weitgehend unbekannt, nachgewiesen ist, dass er von 1555 bis 1599 aktiv war.
Am 8. April 1555 erhielt er von Ferdinand I. das Druckprivileg für ein Buch, das den Titel Perspectiva a Laurentio Stoero in lucem prodita tragen sollte, über das Buch selbst ist jedoch nichts bekannt. Sein Bürgerrecht in Nürnberg kündigte Stöer am 24. Mai 1557 auf. Störs Ehefrau Anna starb im Winter 1556/57, wie aus einem Totengeläutbuch hervorgeht. Im Jahre 1558 gingen Schuldenforderungen gegen Stör beim Rat der Stadt Nürnberg ein. Da er schon weggezogen war, blieben diese unberücksichtigt. Danach lebte er in Augsburg als Maler und Zeichner. In den Jahren 1594 und 1595 wurde er als Gutachter in Nürnberg genannt.
In Augsburg war Stöer von 1562 bis ins Jahr 1597 als Steuerzahler nachgewiesen. 1567 erschienen die Holzstiche Geometria et Perspectiva, am Titelblatt ist er als Augsburger Bürger genannt. Am 13. August 1595 wurde er in Nürnberger Akten erwähnt, wo er finanzielle Forderungen geltend machte. Seine letzte Zeichnung datierte er 1599.

## Werk

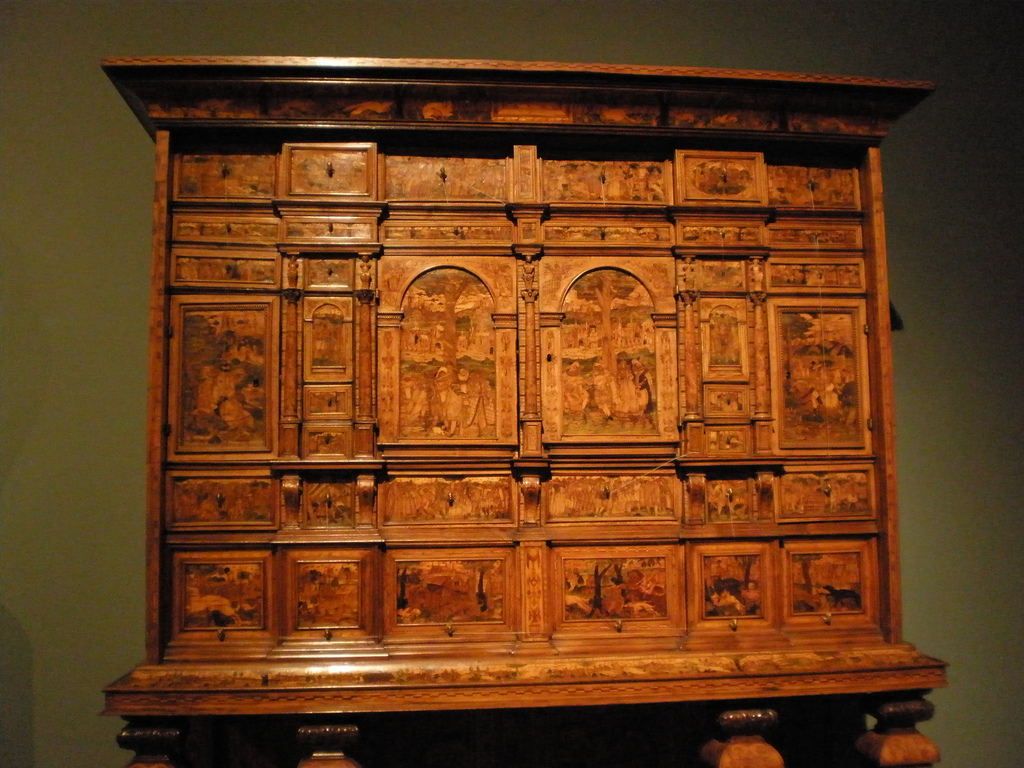
Ein Schrank, bei dem Entwürfe von Stöer aufgegriffen wurden, im Victoria and Albert Museum

Lorenz Stöer erstellte 1567 die Geometria et Perspectiva, eine Sammlung von 11 Holzstichen mit mathematischen Objekten in phantastischen Ruinenlandschaften. Auf dem Deckblatt steht zu lesen:
„Geometria et Perspectiva. HierInn Etliche Zerbrochne Gebew den Schreiner In eingelegter Arbait dienstlich auch vil andern Liebhabern Zu sonder gefallen geordnet unnd gestelt Durch Lorenz Stör Maller Bürger Inn Augspurg LS Mit Rö Kay May aller genedigiste privilegio nit nachzedruckhen. 1567“
Seine Entwürfe dienten auch als Vorlage für intarsierte Einrichtungsgegenstände. Ein Schrank, der auf seine Entwürfe zurückgeht, befindet sich im Victoria and Albert Museum, ein ähnlicher im Brooklyn Museum in New York.